# Ferrogrão
Ferrogrão, tecnicamente chamada EF-170, é um projeto de uma ferrovia longitudinal brasileira que formará o corredor ferroviário de exportação do Brasil pela Bacia Amazônica, na Região Norte do país. A ferrovia contará com uma extensão de 933 km, conectando a região produtora de grãos do Centro-Oeste ao Porto de Miritituba na margem direita do rio Tapajós, em Itaituba, no estado do Pará.

## História
A ideia da ferrovia Ferrogrão começou a ser discutida por produtores, tradings e especialistas em 2012, onde a empresa EDLP (Estação da Luz Participações) se interessou em elaborar os estudos e pesquisas de viabilidade técnica. Com o apoio das tradings ADM, Amaggi, Bunge, Cargill e Louis Dreyfus foi elaborado um relatório de viabilidade com 3998 páginas e 630 plantas de engenharia, que foram apresentados ao governo federal.
Em 13 de setembro de 2016, a Ferrogrão foi qualificada no Programa de Parcerias de Investimentos (PPI) na 1ª Reunião do Conselho do PPI. Os estudos por parte do governo ficaram a cargo da Empresa de Planejamento e Logística (EPL). O traçado previsto para a ferrovia atravessa o Parque Nacional do Jamanxim, que era uma Unidade de Conservação. Por meio da Medida Provisória nº 758/16, foi feita a desafetação da área alcançada pela faixa de domínio da ferrovia, aprovada pelo Congresso e sancionada conforme Lei nº 13.452/2017, em 19 de junho de 2017.

### Suspensão da obra
Em março de 2021, o ministro Alexandre de Moraes atendeu a um pedido de liminar protocolado pelo PSOL e decidiu suspender o projeto. Segundo a ação movida pelo partido, um trecho da ferrovia atravessaria uma unidade de conservação federal, podendo provocar danos ao meio ambiente, o que não poderia ser feito originalmente por meio de uma medida provisória. Críticos da decisão de Moraes argumentaram que o Parque Nacional do Jamanxim teria apenas 0,054% de sua área afetada e que o projeto reduziria pela metade as emissões dos gases-estufa quando comparada com o escoamento de grãos feito por caminhões, além de que o crescimento do tráfego na BR-163 aumenta as chances do efeito "espinha de peixe", desmatamento ocasionado pela abertura de vias de acesso ao eixo principal no traçado.
Em dezembro de 2021, o STF decidiu marcar para o junho de 2022 o julgamento para decidir se manteria a decisão de Moraes. No dia 9 de junho o julgamento, que estava marcado para o dia 15, foi suspenso. Em setembro de 2023, Moraes suspendeu por 6 meses a Ação Direta de Inconstitucionalidade 6553, que questionava a alteração dos limites do Parque Nacional do Jamanxim (PA) para o projeto do Ferrogrão, para que novos estudos e atualizações sugeridas no processo de conciliação fossem concluídos. Em maio de 2024, Moraes estendeu prazo para conclusão dos estudos e suspendeu por mais 90 dias a tramitação da ADI.

## Características
O projeto da Ferrogrão surgiu devido à expansão da fronteira agrícola brasileira e à demanda por uma infraestrutura integrada de transportes de carga de alta capacidade na região.
A princípio, o ponto de partida da Ferrogrão será o município de Sinop, em Mato Grosso, num dos pontos mais centrais do país e considerado local estratégico para a distribuição de grãos rumo aos portos brasileiros e ao mercado internacional. A região de Sinop concentra os maiores municípios produtores de grãos do país, como Sorriso, Lucas do Rio Verde e Nova Mutum. Porém, mais de 70% da safra mato-grossense é escoada pelos portos de Santos (SP), e de Paranaguá (PR), no Sudeste e no Sul respectivamente, a mais de 2 mil quilômetros da origem.
Os altos custos e as dificuldades logísticas enfrentadas na BR-163 para se chegar a esses portos, fizeram com que grandes empresas exportadoras de grãos buscassem novas alternativas de um corredor logístico pelo norte, que aumentasse a competitividade do agronegócio brasileiro. Assim, mostrou-se viável o projeto ferroviário buscando uma saída eficiente pela Bacia do rio Amazonas, através no Porto Fluvial de Miritituba no Pará, no rio Tapajós. De Miritituba os grãos seguirão via transporte hidroviário pelo Rio Tapajós e Rio Amazonas, até os portos marítimos do Pará.
O trecho ferroviário cumprirá um papel estruturante para o escoamento da produção de milho, soja e farelo de soja, fertilizantes, açúcar e etanol do estado do Mato Grosso, abrindo um novo corredor de exportação estratégico no Brasil, visto sua proximidade com mercados consumidores como a Europa e a Ásia (via Canal do Panamá).
O trecho da Ferrogrão fazia parte do projeto original da Ferronorte de 1901, que já previa a ligação do Sudeste com Rondônia e com o Pará, passando por Mato Grosso. Estão previstos, também, o ramal de Santarenzinho, entre Itaituba e Santarenzinho, no município de Rurópolis (PA), com 32 km, e o ramal de Itapacurá, com 11 km.
A expectativa é de que a construção da ferrovia consolide um corredor logístico capaz de encurtar as distâncias e reduzir os custos de quem paga para exportadores de grão, tendo em vista a estimativa de recuo de 30% a 40% no preço do frete.

### Extensão
Há discussões da Associação dos Produtores de Soja e Milho do Estado de Mato Grosso (Aprosoja) e do Movimento Pró-Logística junto ao Governo Federal, buscando a ampliação de trecho. A proposta é passar o ponto de início da ferrovia para Lucas do Rio Verde, atravessando Sorriso, o maior produtor nacional de grãos. A distância entre Lucas e Sinop é de cerca de 177 quilômetros ao sul. Se a proposta se confirmar, Lucas do Rio Verde poderá futuramente se transformar em um grande entroncamento ferroviário, com a chegada da Ferrogrão, Ferronorte e FICO (Ferrovia de Integração do Centro-Oeste). Isso significaria poder acessar os portos de Santos (SP), Itaqui (MA) e Miritituba (PA), por ferrovias.